# ARTOP-Flug 531
Am 9. November 1958 verunglückte ein Flugboot des Typs Martin PBM Mariner auf dem ARTOP-Flug 531 zwischen Lissabon und Madeira aus ungeklärtem Grund. Trotz einer viertägigen Suche wurden weder Trümmerteile noch sonstige Spuren der Maschine oder ihrer 36 Insassen gefunden.

## Flugzeug und Insassen
Die im Jahr 1944 gebaute Martin PBM-5 Mariner (c/n: 45409) war ursprünglich an die US Navy ausgeliefert worden und hatte bis zum Eintritt des Unfalls 2.240 Flugstunden absolviert. Die portugiesische Gesellschaft Aero Topográfica (ARTOP) erwarb die in San Diego eingelagerte Maschine im Sommer 1958 über die US-amerikanische Surex Trading Company vom Flugzeughändler Spiders Aircraft Company. Das Flugboot wurde am 29. August 1958 von Patrick Joseph Byrne, dem technischen Direktor der ARTOP, mit dem US-amerikanischen Kennzeichen N7824C nach Lissabon überführt, wo es am 4. September eintraf. Das portugiesische Unternehmen Oficinas Gerais de Material Aeronáutico (OGMA) baute die ehemalige Militärmaschine in Lissabon für den zivilen Betrieb um, wobei sie unter anderem zusätzliche Rumpffenster und eine durchgängige Kabine mit moderner Inneneinrichtung erhielt, die Platz für 41 Passagiere bot. Das auf den Namen Porto Santo getaufte Flugboot trug ab dem 9. Oktober 1958 das portugiesische Kennzeichen CS-THB. Der Umbau des Flugzeugs wurde am 2. November beendet. Nach mehreren Testflügen erteilte die nationale Luftfahrtbehörde DGAC am 8. November 1958 eine Betriebsgenehmigung für die Martin PBM-5 Mariner.
Am 9. November 1958 verunglückte die Maschine auf der Strecke nach Madeira. An Bord befanden sich 30 Passagiere und sechs Besatzungsmitglieder: zwei Piloten, ein Flugingenieur, ein Bordnavigator sowie zwei Flugbegleiter. Verantwortlicher Flugkapitän war der Brite Harry Frank Broadbent, der in den 1930er-Jahren eine Reihe von australischen und internationalen Flugrekorden aufgestellt hatte. Er hatte die Strecke von Lissabon nach Madeira bis zum 29. September 1958 jahrelang für Aquila Airways beflogen und war zuvor als Flugkapitän unter anderem für Qantas tätig gewesen. Insgesamt besaß Broadbent eine Erfahrung von knapp 11.000 Flugstunden als Kapitän, davon 2.700 auf Flugbooten.

## Flugverlauf
Die Martin PBM sollte planmäßig um 7 Uhr Ortszeit vom Flughafen Lissabon-Cabo Ruivo zum Linienflug nach Funchal auf Madeira starten. Weil auf der Insel schlechtes Wetter herrschte, wurde der Abflug zweimal verschoben, so dass das Flugboot erst um 12:23 Uhr vom Tejo abhob. Die Piloten informierten die kontinentale Flugsicherung um 12:30 Uhr, dass sie sich querab von Barcarena im Steigflug befänden. Um 12:40 Uhr baten sie den Fluglotsen darum, den Flug nach Madeira in einer Reiseflughöhe von 6.000 Fuß (1.828 Meter) statt wie geplant in 8.000 Fuß (2.438 Meter) durchführen zu dürfen. Eine entsprechende Freigabe wurde erteilt. Die Besatzung setzte um 12:47 Uhr eine Routinemeldung ab und kündigte an, dass sie den Informationsbereich der kontinentalen Flugkontrollzone voraussichtlich gegen 14:07 Uhr verlassen würde. Um 13:21 Uhr empfing die Flugsicherung in Lissabon die kurze Mitteilung „QUG Emergência“ (sinngemäß: „Wir sind gezwungen sofort zu landen, Notfall.“). Anschließende Versuche des Fluglotsen die Piloten zu rufen, blieben erfolglos. Der Notruf wurde 58 Minuten nach dem Start abgesetzt. Unter Berücksichtigung des Kurses und der Geschwindigkeit des Flugbootes, müsste sich die Maschine zu diesem Zeitpunkt etwa 250 Kilometer südwestlich von Lissabon und rund 200 Kilometer westlich vom Cabo de São Vicente befunden haben (Position: 37° 12' N 11° 16' W).

## Unfallursache
Die Suche nach dem Flugboot wurde am Tag nach dem Unfall an der letzten vermuteten Position aufgenommen. Neben portugiesischen, spanischen, US-amerikanischen und in Gibraltar stationierten britischen Flugzeugen beteiligten sich auch Handelsschiffe an der Suchaktion, die am 14. November 1958 ergebnislos eingestellt wurde. Es konnten weder Spuren der Maschine oder ihrer Insassen gefunden werden. Die Unfallursache blieb ungeklärt.
Die portugiesische Untersuchungskommission schloss einige mögliche Unfallszenarien aus. Aufgrund der fehlenden Trümmer hielten die Ermittler es für unwahrscheinlich, dass die Maschine im Flug explodiert oder zerbrochen war. Im Fall eines einseitigen Motorausfalls hätten die Piloten den Flug in niedriger Höhe fortgesetzt und die Flugsicherung hierüber informiert. Nach Ansicht der Kommission war ein gleichzeitiger Ausfall beider Motoren die plausibelste Erklärung, wobei die Maschine bei der Wasserung im Atlantik leckgeschlagen oder gekentert und anschließend so schnell gesunken sein müsste, dass keine Evakuierung erfolgen konnte.
Patrick Joseph Byrne, der während seiner vierzigjährigen Dienstzeit in der US Navy mehr als 22.000 Flugstunden, davon knapp 4.000 auf Mariner-Flugbooten, absolviert hatte und der technische Direktor der ARTOP war, zweifelte diesen Unfallhergang an. Er gab zu Protokoll, dass den Piloten nach einem Ausfall beider Motoren etwa vier Minuten verblieben wären, um die Maschine im Gleitflug auf der Meeresoberfläche aufzusetzen. Die Besatzung hätte somit ausreichend Zeit gehabt, die Rufe der Flugsicherung zu beantworten sowie Informationen über die Art des Zwischenfalls oder eine genaue Positionsangabe zu senden. Die im Seegebiet herrschende Wellenhöhe von etwa zwei bis zweieinhalb Meter sah Patrick J. Byrne als unkritisch an, zumal Mariner-Flugboote bereits Wasserungen bei erheblich höheren Seegang durchgeführt hatten, ohne dass deren Rümpfe dabei beschädigt worden waren. Seiner Meinung nach stürzte die Maschine infolge einer plötzlichen Notsituation oder einer schweren Beschädigung ab, so dass die Besatzung weder die Möglichkeit hatte, weitere Mitteilungen zu senden noch eine kontrollierte Wasserung einzuleiten. In Frage kämen beispielsweise ein Strukturversagen, eine Explosion oder ein Feuer an Bord. Nachträglich wurde unter anderem die Theorie geäußert, dass ein Defekt oder eine Verpuffung in einem der mit Benzin betriebenen Heizlüfter einen Kabinenbrand ausgelöst haben könnte.